# تومي لورانس
تومي لورانس (بالإنجليزية: Tommy Lawrence)‏ (14 مايو 1940 المملكة المتحدة - 9 يناير 2018) هو لاعب كرة قدم بريطاني سابق كان يلعب كحارس مرمى.

## مسيرته الكروية
لعب تومي لورانس خلال مسيرته الاحترافية مع ناديين في أربعة عشر موسمًا ولم يسجل خلالها أي هدف ضمن 385 مباراة. حيث فاز في موسم واحد بالكأس وفي موسمين بالدوري.
خاض تومي لورانس مسيرته مع نادي ليفربول في موسم 1960–61 ليلعب معه أحد عشر موسمًا، مشاركًا في 305 مباراة ولم يسجل أي هدف. ثم انتقل إلى نادي ترانمير روفرز في موسم 1971–72 واستمر معه طيلة ثلاثة مواسم، حيث شارك في 80 مباراة ولم يسجل أي هدف أيضًا.

## وصلات خارجية
- تومي لورانس على موقع الاتحاد الأوربي (الإنجليزية)
- تومي لورانس على موقع الاتحاد الإسكتلندي (الإنجليزية)
- تومي لورانس على موقع قاعدة بيانات كرة القدم.إي يو (الإنجليزية)
- تومي لورانس على موقع ناشيونال فوتبول تيمز (الإنجليزية)